# 三角形三
三角形三（α TrA / 南三角座α）英文名Atria，是南天星座南三角座的一颗恒星，与三角形一和三角形二构成三角形的顶点。

## 特性
三角形三是个视星等+1.91的亮巨星。基于视差测量，该星距离地球大约415光年。该星的年龄估计为4800万年；足够让大质量的恒星离开主序带并且膨胀成巨星。它大约有7太阳质量，5000倍太阳光度。该星的表面温度为4,150K，散发橙色调的光芒。半径超过130倍太阳，如果摆在太阳系的中心它几乎要达到金星的轨道。
但有证据表明三角形三可能是一颗双星。它展现出该类恒星不寻常的性质，包括有闪焰和高于正常的X射线辐射。这可以用有一颗年轻，磁场活跃的G型主序星伴星来解释。这种恒星的质量与太阳相似，轨道周期至少130年。年轻的G型主序星有很高温的星冕并且频繁的释放闪焰造成光度突然的增加。这对双星可能相距50天文单位。